# Karl von Plettenberg

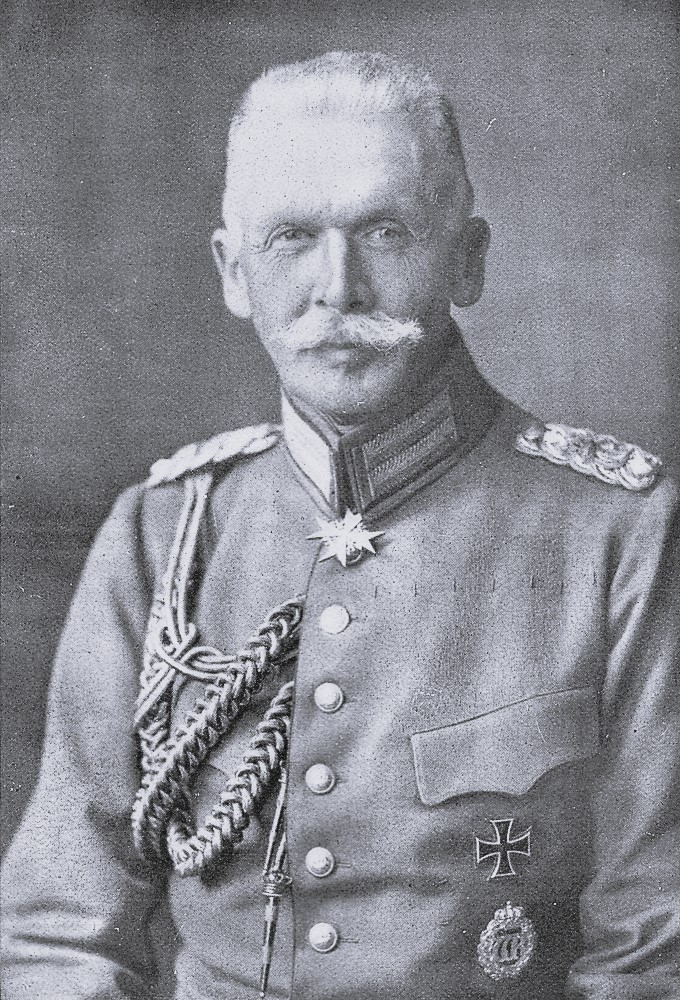
Karl von Plettenberg (vor 1928)

Karl Freiherr von Plettenberg (* 18. Dezember 1852 in Neuhaus; † 10. Februar 1938 in Bückeburg) war ein preußischer General der Infanterie, Kommandierender General des Gardekorps und Generaladjutant von Wilhelm II.

## Leben

### Herkunft
Karl entstammte dem westfälischen Uradelsgeschlecht Plettenberg aus dem Sauerland. Ein Vorfahre wurde erstmals im 11. Jahrhundert erwähnt. Sein Vater Eugen von Plettenberg (1805–1886) war Major und Eskadronchef, seine Mutter Minette (1827–1885), eine geborene von der Borch aus Holzhausen. Neben Karl gab es drei Geschwister: Eugen (der mit 18 Jahren starb), Jenny und Minette.

### Militärkarriere

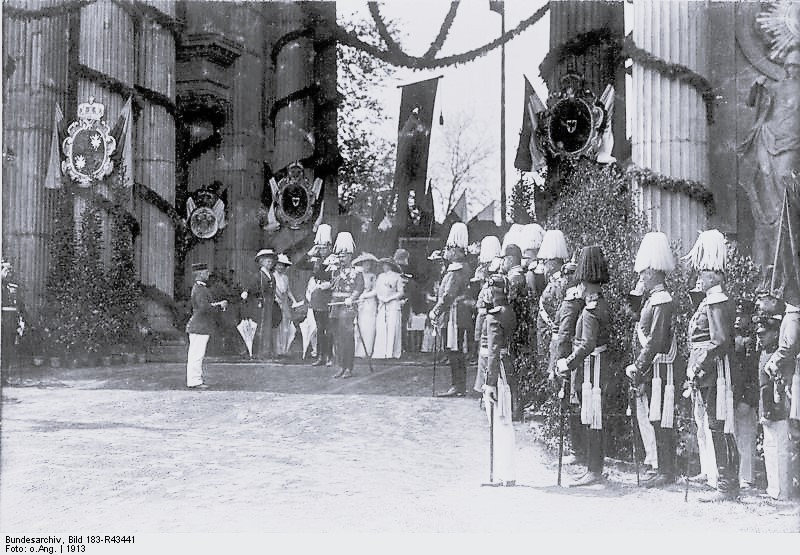
Karl von Plettenberg rechts von Kaiser Wilhelm II. (m.) (1913)

Nach seiner Erziehung im Kadettenhaus Bensberg trat Plettenberg 1870 in das 5. Westfälische Infanterie-Regiment Nr. 53 der Preußischen Armee in Köln ein. Mit diesem nahm er als Sekondeleutnant 1870/71 am Krieg gegen Frankreich teil und wurde mit dem Eisernen Kreuz II. Klasse ausgezeichnet. Anschließend besuchte er die Kriegsakademie und wurde in das 1. Garde-Regiment zu Fuß versetzt. Dort fungierte er nach der Beförderung zum Hauptmann als Kompaniechef. Unter Beförderung zum Major am 24. März 1890 folgte seine Versetzung nach Bückeburg in das Westfälische Jäger-Bataillons Nr. 7. Dort fungierte Plettenberg vom 18. November 1890 bis zum 15. Juni 1894 als Kommandeur und kam anschließend in gleicher Funktion zum Garde-Jäger-Bataillons nach Potsdam. In dieser Stellung wurde er am 16. Juni 1896 Oberstleutnant. 1898 ernannte man ihn zum Kommandeur des 1. Garde-Regiments zu Fuß. Ab 1902 fungierte er als Inspekteur der Jäger und Schützen und wurde gleichzeitig mit der Wahrnehmung der Geschäfte des Kommandeurs des Reitenden Feldjägerkorps beauftragt. Am 24. Juni 1906 übernahm er den Befehl über die 22. Division in Kassel. Am 12. April 1910 wurde Plettenberg zum General der Infanterie und gleichzeitig zum Kommandierenden General des IX. Armee-Korps in Altona ernannt, am 1. März 1913 übernahm er schließlich die Führung des Gardekorps.

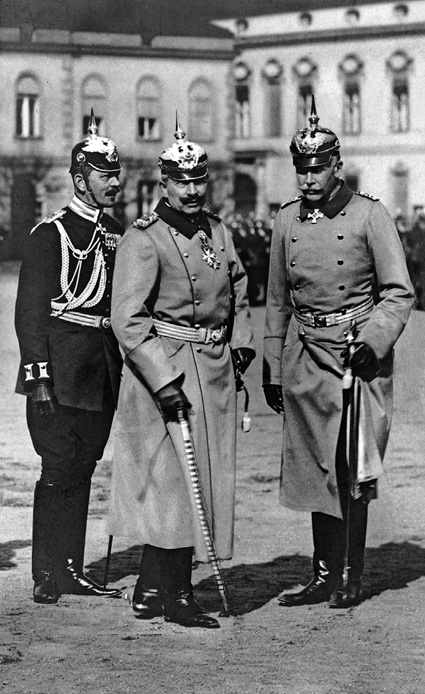
Kaiser Wilhelm II. (m.) mit Karl von Plettenberg (r.) (1914)

Zu Beginn des Ersten Weltkriegs marschierte er im August 1914 mit seinem Korps im Verband der 2. Armee in Belgien ein. Danach kämpften seine Truppen erfolgreich gegen die französische 5. Armee unter Charles Lanrezac in der Schlacht bei St. Quentin und an der Marne. Sein Korps verlegte nach der Aisneschlacht nach Flandern und stand in der Schlacht um Ypern im Abschnitt der Korpsgruppe des Generals Fabeck.  Anfang Mai 1915 beteiligte sich seine an die Ostfront verlegten Truppen im Verband der 11. Armee an der Schlacht bei Gorlice-Tarnów. Am 14. Mai 1915 wurde Plettenberg mit dem Pour le Mérite ausgezeichnet, dem höchsten preußischen Tapferkeitsorden (Eichenlaub verliehen im September 1915).
Nach Kritik an der Kriegsführung von Erich Ludendorff und Paul von Hindenburg während der Materialschlachten an der Westfront musste Plettenberg am 24. Januar 1917 zurücktreten. Unter Verleihung des Schwarzen Adlerordens und den Schwertern zu dem en sautoir zu tragenden Großkreuz des Roten Adlerordens mit Eichenlaub und der Krone wurde Plettenberg zu den Offizieren von der Armee versetzt, am 27. Januar 1916 à la suite des 1. Garde-Regiments zu Fuß gestellt und am 6. Februar 1917 zur Disposition gestellt. Plettenberg zählt damit zu den wenigen Generälen, die die drei damals höchsten Auszeichnungen erhalten haben.
Nach seiner Pensionierung kehrte er nach Bückeburg zurück, wo noch heute die Plettenbergstraße nach ihm benannt ist. Er war außerdem Besitzer von etwa 80 Morgen Land des ehemaligen Ritterguts Stockum, mit dem die Familie am 16. April 1494 belehnt worden war. Er starb am 10. Februar 1938 in Bückeburg und wurde auf dem dortigen Friedhof beigesetzt. Sein Tod wurde unter anderem in der New York Times berichtet.

### Familie
Im Jahr 1887 heiratete Plettenberg Klara Gräfin von Wedel (1865–1938), eine entfernte Verwandte aus der Linie Bodelschwingh-Plettenberg. Sie hatten zusammen vier Kinder:
- Walter (*/† 1888)
- Karl-Wilhelm (1889–1914), Leutnant im 1. Garde-Regiment zu Fuß, der am 30. August 1914 bei Colonfay/Le Sourd in der Schlacht von St. Quentin fiel.
- Kurt (1891–1945), Generalbevollmächtigter des vormaligen Preußischen Königshauses. Er gehörte zum engeren Kreis der Widerständler vom 20. Juli 1944 und stürzte sich vor einem Verhör im Gestapo-Hauptquartier am 10. März 1945 aus einem Fenster,
- Luise Minette Mathilde Klara (* 1900) ⚭ 10. Juni 1927 in Hannover Gisbert Freiherr von Ledebur. Die Ehe wurde 1960 geschieden.

## Auszeichnungen
- Kronenorden I. Klasse[2]
- Ritterkreuz des Königlichen Hausordens von Hohenzollern[2]
- Preußisches Dienstauszeichnungskreuz[2]
- Ehrenkomturkreuz des Fürstlichen Hausordens von Hohenzollern[2]
- Großkreuz mit der Krone in Gold des Ordens der Wendischen Krone[2]
- Komtur des Greifenordens[2]
- Ehrengroßkreuz des Oldenburgischen Haus- und Verdienstordens des Herzogs Peter Friedrich Ludwig[2]
- Reußisches Ehrenkreuz I. Klasse mit Krone[2]
- Komtur I. Klasse des Albrechts-Ordens[2]
- Komtur des Hausordens vom Weißen Falken[2]
- Komtur I. Klasse des Herzoglich Sachsen-Ernestinischen Hausordens[2]
- Ehrenkreuz I. Klasse des Lippischen Hausordens[2]
- Waldecksches Militär-Verdienstkreuz II. Klasse[2]
- Waldecksches Verdienstkreuz I. Klasse[2]
- Großkreuz des Dannebrog-Ordens[2]
- Großkreuzritter des Royal Victorian Order[2]
- Großoffizier des Ordens der Krone von Italien[2]
- Großkreuz des Ordens von Oranien-Nassau[2]
- Orden der Eisernen Krone II. Klasse[2]
- Ritter des Franz-Joseph-Ordens[2]
- Großoffizier des Sonnen- und Löwenordens[2]
- Komtur des Sterns von Rumänien[2]
- Offizier des Ordens der Krone von Rumänien[2]
- Kaiserlich-Königlicher Orden vom Weißen Adler[2]
- Russischer Orden der Heiligen Anna II. Klasse mit Brillanten[2]
- Offizier des Serbischen Ordens vom Weißen Adler[2]
- Großkreuz des Weißen Elefantenordens[2]